# TV 와카야마
TV 와카야마는 1974년 4월 1일 와카야마현의 독립 UHF방송국으로 개국했다.
약칭은 WTV, 콜사인은 JOOM-DTV이다.

## 특징

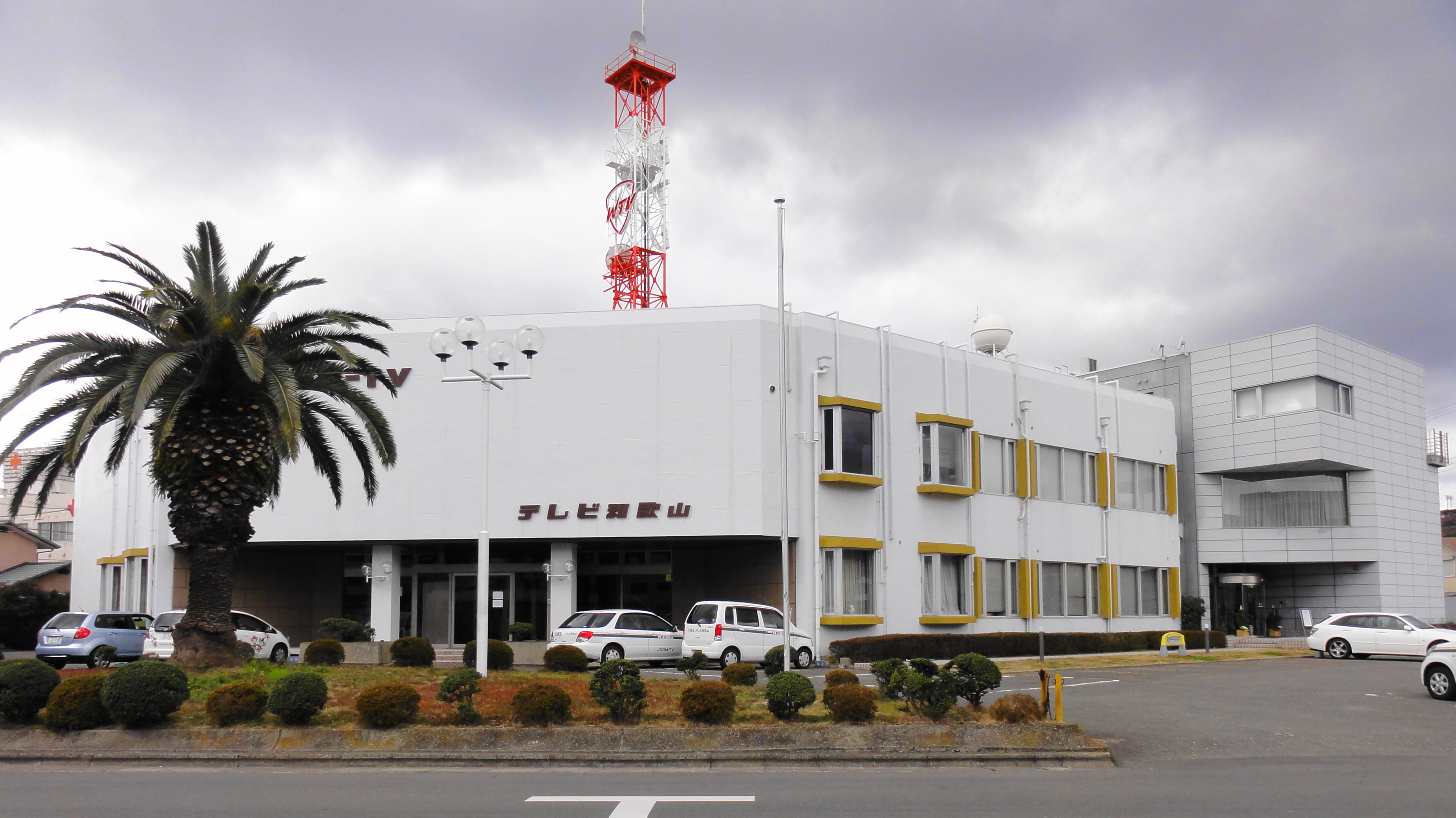
TV 와카야마

- 동시방송하고있는 TXN계열 프로그램 숫자가 긴키 지역의 다른 독립 UHF방송국보다 적다.
- 개국 당초부터 1980년대 중순까지 평일 방송을 저녁부터 시작했던 시대가 있다(다른 독립 UHF방송국도 동일한 사례가 있었다.).
- UHF 애니메이션이 거의 방송되지 않고 있으며, 심야에 애니메이션 프로그램이 전혀 방송되지 않은 때도 적지 않다.
- TV 오사카나 아사히 방송과 관계가 깊으며, 아사히 방송의 경우에는, 당국에서는 취재할 수 없는 현내의 뉴스 소재도 제공하고 있다.
- 와카야마현 지역 신문에서 만드는 편성표 안내란에는 TV오사카의 편성표를 개재하지 않는 대신 TV 와카야마의 편성표를 다른 텔레비전 방송국과 같은 크기로 게재하고 있는 신문사가 많다.

## TV 도쿄와의 관계
- TV 와카야마를 수신할 수 있지만 TV 오사카를 볼 수 없는 지역에서는 실질적으로 TV도쿄 계열국과 같은 존재로 취급된다.[1]
- TV 와카야마를 TXN 계열국이라고 생각하는 사람도 많지만 TV도쿄 및 그 계열국과는 자본 관계가 없으며 TXN 계열국이 아니라 일부 프로그램을 제외하면 대부분의 CM은 자체적으로 내보내고 있다.

## 와카야마현에 있는 다른 텔레비전·라디오 방송국
- NHK 와카야마 방송국
- 와카야마 방송(WBS)(NRN&JRN 계열 라디오 방송국)